# Paolo Agaraff

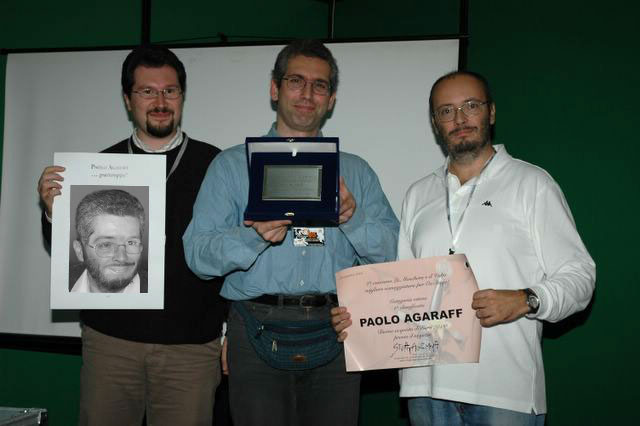
Paolo Agaraff (da sinistra: Falcioni, Papini e Fogliardi) riceve il premio "La maschera e il volto" a Lucca Comics & Games 2005

Paolo Agaraff è uno pseudonimo collettivo usato da tre autori nati ad Ancona: 
Gabriele Falcioni (Ancona, 1969), 
Roberto Fogliardi (Ancona, 1966),  pronipote di Antonio Illersberg, e 
Alessandro Papini (Ancona, 1968) che insieme hanno scritto romanzi, racconti e articoli per riviste nel campo del fantastico e dell'horror.

## Biografia
Alla fine degli anni novanta i tre (Falcioni, Fogliardi e Papini) collaborano con la rivista PowerKaos della Nexus Editrice di Viareggio e costituiscono il nucleo della redazione di Entropia, una rivista multimediale dedicata al gioco e alla letteratura fantastica che esce in allegato a numeri alterni a PowerKaos. Anche la produzione successiva del collettivo Agaraff è improntata ad una commistione tra gioco di ruolo e narrativa: le ambientazioni giocoruolistiche tratte dai romanzi e dai racconti di Agaraff diventano spesso scenari per On Stage! e per Il richiamo di Cthulhu. La sinergia tra gioco e narrativa nella produzione di Paolo Agaraff è descritta da Emanuele Broccio nell'articolo "Il testo ai tempi di internet. Il caso delle scritture collettive": "Paolo Agaraff [...] ha posto l’accento sulla dimensione narrativa collettiva dei giochi di ruolo, in cui la storia si sviluppa e si determina attraverso le iniziative e le interazioni tra giocatori/personaggi. [...] I giochi di ruolo costituiscono un importante riferimento per molti scrittori collettivi, in tal caso evidenziando delle affinità con la cosiddetta cultura nerd"
Le successive attività di Paolo Agaraff si collocano nel filone della scrittura collettiva.
Nel 2003, Agaraff fonda una mailing list di autori a cavallo tra il mondo ludico e quello letterario: la Carboneria Letteraria, che negli anni finisce per aggregare personaggi quali Andrea Angiolino, Alberto Cola, Gian Filippo Pizzo, Francesco Troccoli, Gaja Lombardi Cenciarelli, Piernicola Silvis, Stefano Marcelli, Piermaria Maraziti, Lorenzo Trenti, Igor De Amicis e altri; nello stesso anno, grazie alla collaborazione di Paolo Agaraff con Arturo Fabra e Giuseppe D'Emilio (tastierista degli Screaming Floor), nasce l'eteronimo Pelagio D'Afro.
Nel 2004 comincia una collaborazione con il movimento di creativi del gioco di interpretazione del Flying Circus che porta alla nascita della rivista digitale aperiodica Misteri & Efferatezze. Ne usciranno 5 numeri tra il 2004 e il 2007.
Nello stesso anno, Paolo Agaraff partecipa all'esperienza di scrittura collettiva legata a La strategia dell'Ariete dei Kai Zen (I sentieri di Seth) con il racconto L'età dell'oro.

## Carriera letteraria
Il primo romanzo di Agaraff, Le rane di Ko Samui (edito nel 2003 da Pequod) è un horror anomalo, una commistione tra il grottesco e l'horror lovecraftiano. Valerio Evangelisti, parlando di questo romanzo, dichiara: "Questo ambiguo Agaraff, sospetto fin dal nome, mette dunque assieme due tabù consolidati presso la nostra critica: l'umorismo e il fantastico, oggetto di condanna fin dai tempi di Croce". La sintesi tra i temi ludici e quelli letterari viene sottolineata in varie recensioni, tra cui quella che appare nel Secolo XIX, a cura di Paolo Fasce.
Nel 2006, sempre per i tipi di Pequod, viene pubblicato Il sangue non è acqua. Il romanzo oscilla tra il giallo claustrofobico, l'incubo lovecraftiano e la commedia grottesca sul ventennio fascista, ed è ambientato nella cornice di Isola Mortorio, in Sardegna. Viene recensito da quotidiani nazionali (Il resto del Carlino, Il Secolo d'Italia, Il Secolo XIX), portali tematici (Horror Magazine, Thriller Magazine, Intercom) e sulla rivista L'Ateo (n.1 del 2008).
Nel 2010 viene pubblicato Il quinto cilindro (Montag), a firma Agaraff: il romanzo è un pastiche fanta-storico-lovecraftiano con i medesimi protagonisti de Le rane di Ko Samui e I ciccioni esplosivi.
Nel 2015 l'antologia Misteri & Efferatezze della Origami edizioni raccoglie tutti i racconti di Paolo Agaraff dedicati al personaggio di Matteo Ponzoni, esorcista sospeso a divinis e anomalo investigatore dell'occulto.
Tra il 2014 e il 2016 le attività di Agaraff e della Carboneria nell'ambito della scrittura collettiva e collaborativa vengono citate e analizzate in vari articoli accademici nazionali e internazionali e nel 2017 durante una puntata del programma radiofonico Fahrenheit dedicata alla scrittura collettiva.
In generale, le opere di Paolo Agaraff possono essere collocate nel filone del New Weird.

### Premi e riconoscimenti
Nel 2005, la sceneggiatura per OnStage! tratta dal secondo romanzo di Paolo Agaraff, Il sangue non è acqua (edito nel 2006 da Pequod), vince il premio La maschera e il volto.
Nel 2011 il romanzo Il quinto cilindro di Paolo Agaraff risulta finalista al Premio Italia 2011.
I membri del collettivo si sono inoltre aggiudicati negli anni vari premi, prevalentemente nell'ambito del fantastico: 
- Nel 2008, Gabriele Falcioni si aggiudica il Premio Rudy Turturro con il racconto Cucina molecolare
- Nel 2010, un racconto breve di Gabriele Falcioni, Il tè nel deserto, risulta tra i vincitori del concorso Parole per strada organizzato dall'associazione Il furore dei libri di Rovereto
- Nel 2013 il racconto breve Colori di Pelagio D'Afro (collettivo di autori che comprende due membri del collettivo Agaraff, Papini e Fogliardi), risulta tra i vincitori del concorso Parole per strada e viene esposto all'ingresso del Museo MART, quindi in varie città italiane, poi nel maggio 2014 a Chișinău nell'ambito della settimana culturale italiana in Moldavia e infine nel novembre 2014 a Belgrado.
- Nel 2014, Roberto Fogliardi, con il racconto Il morbo delle grotte si aggiudica il premio Sfida
- Nel 2015, Roberto Fogliardi si aggiudica ancora una volta il premio Sfida con il racconto Il mare ciaccato.

Per quanto riguarda il collettivo Pelagio D'Afro, si segnala in particolare che nel 2024, l'antologia Tempesta da nulla edita da Delos Books e comprendente il racconto  Gioco di specchi di Arturo Fabra (membro di Pelagio D'Afro) si è aggiudicata il Premio Italia 2024 .

## Opere

### Libri
- Paolo Agaraff, Le rane di Ko Samui, Prefazione di Valerio Evangelisti, Ancona, Pequod Edizioni, 2003, ISBN 88-87418-55-1.
- Paolo Agaraff, Il sangue non è acqua, Ancona, Pequod Edizioni, 2006, ISBN 88-87418-85-3.
- Paolo Agaraff, Il quinto cilindro, prefazione di Alberto Cola, Tolentino, Montag, 2010, ISBN 978-88-96793-20-6.

### Ebook
- Paolo Agaraff, Misteri & Efferatezze, Cagliari, Origami Edizioni, 2015, ISBN 978-88-99380-05-2.

### Racconti a ispirazione lovecraftiana
- Paolo Agaraff, Jolanda e i figli del mare[19], racconto nell'antologia:  Sangue corsaro nelle vene, Bacchilega, 2006, ISBN 88-88775-38-2. Il libro raccoglie i migliori racconti pervenuti al premio Scrivi di Jolanda indetto dalla trasmissione Mompracem di Radio Città del Capo.
- Paolo Agaraff, Nekton[20], racconto nell'antologia:  Alessandro Morbidelli (a cura di), Onda d'abisso, L'Orecchio di Van Gogh, 2010, ISBN 978-88-87487-87-9. Liberamente ispirato all'immersione nella Fossa delle Marianne del Batiscafo Trieste.

### Curatele
- Paolo Agaraff, Alessandro Morbidelli e Francesca Garello (a cura di), Project Octopia, Prefazione di Luca Giuliano, Introduzione di Valerio Evangelisti, Genova, Wild Boar Edizioni, 2011, ISBN 978-88-95186-34-4.